# Herrlisheim
Herrlisheim település Franciaországban, Bas-Rhin megyében. Lakosainak száma 4701 fő (2022. január 1.). Herrlisheim Drusenheim, Offendorf, Rohrwiller és Weyersheim községekkel határos.

## Népesség
A település népességének változása:
| Lakosok száma | 4818 | 4840 | 4912 | 4861 | 4796 | 4731 | 4666 | 4631 | 4701 |
|               | 2013 | 2015 | 2016 | 2017 | 2018 | 2019 | 2020 | 2021 | 2022 |